# Разрушенный город
«Разрушенный город» (англ. Shattered City: The Halifax Explosion, дословно Разрушенный город: Галифакский взрыв) — мини-сериал из двух серий, произведённый в 2003 году компанией CBC Television. Сюжет представляет собой экранизацию событий, произошедших 6 декабря 1917 года в канадском городке Галифакс, хотя главные герои сериала являются целиком вымышленными. В качестве режиссёра выступил Брюс Питтман, сценарий был подготовлен Кейт Росс Леки. В главных ролях снялись такие актёры, как Винсент Уолш, Шона МакДональд, Тамара Хоуп, Захари Беннетт.

По российскому телевидению мини-сериал был показан в сокращённом до 105 минут односерийном варианте.

## Сюжет
3 декабря 1917 года. Нью-Йорк, гавань Грейвсенд. Капитан Эме Ле Медэк подписывает документы о принятии под свою ответственность судна «Монблан», весь груз которого состоит из различных взрывчатых веществ, перевозимых в Европу для нужд фронта.

3 декабря. Галифакс. Чарли Коллинс, капитан вооружённых сил Канады, вернулся с фронта домой на Рождество. Однако он тяжело страдает от так называемого военного невроза, полученного на полях сражений в Европе. Вся большая семья Коллинсов собирается для групповой фотографии.

3 декабря. Нью-Йорк. Капитану Ле Медэку сообщают, что его судно слишком медленное и не может войти в состав конвоя для пересечения Атлантики. Капитану предписано идти в Галифакс, где через 5 дней будет сформирован другой конвой. Однако дело осложняется тем, что судну «Монблан» со смертоносным грузом на борту предстоит провести в открытом море 72 часа, рискуя стать лёгкой добычей для вражеских субмарин.

Утро следующего дня. Чарльз Коллинс, прогуливаясь по родному городу, знакомится с Барбарой Пакстон, девушкой-хирургом из Бостона, после чего заходит в отцовскую свечную лавку. Тот знакомит Чарльза с лоцманом по имени Фрэнсис, «лучшим лоцманом Галифакса». Чарли посещает в больнице боевого друга, которому в местном госпитале произвели ампутацию руки. Американские хирурги провели пластическую операцию, пытаясь восстановить лицо молодого человека. Однако не всё им удалось исправить и бывший канадский офицер теперь превратился в калеку с изуродованной внешностью. Вскоре он кончает с собой, перерезав сонную артерию.

5 декабря. Пароход «Монблан» подходит к гавани Галифакса. На борт поднимается лоцман Фрэнсис Мэкки.

Вечером того же дня Чарльз Коллинс узнаёт о самоубийстве своего друга и посещает благотворительный вечер в поддержку военных действий, организованный в местной церкви. Там капитана Коллинса вынуждают сказать речь, но вместо восторженных патриотических лозунгов, слышат страшную правду о войне, о бездарном британском командовании. Многие жители, включая отца и младшего брата, сочли, что подобные слова — проявление трусости. На выходе из церкви, Чарльз встречает понравившуюся ему девушку-хирурга, но та советует ему обратится за психиатрической помощью. Чарльз в резких выражениях категорически отказывается и заявляет, что полностью здоров. Девушка сообщает, что уезжает обратно в Бостон.

6 декабря, 8:15 утра. «Монблан» начинает маневрирования и проходит противосубмаринные сети на входе в бухту Галифакса. Одновременно с ним движение начинает и пароход «Имо», намеревающийся выйти в открытый океан. Его капитан, вопреки предостережению лоцмана, приказывает дать «средний ход». Вскоре в поле зрения показывается «Монблан», который идёт чуть левее положенного курса. «Монблан» берёт правее, «Имо» — левее, но из-за большой массы, суда не могут мгновенно сменить курс. И всё же, у них это получается и на мгновение кажется, что катастрофы удалось избежать. Но в тот самый миг «Имо» даёт задний ход и его нос, соответственно, начинает отклоняться вправо. Происходит столкновение, нос «Имо» вспарывает правый бок парохода «Монблан». От удара на «Монблане» переворачиваются бочки с бензолом, жидкость разливается по палубе.

Тем временем на городских причалах собирается народ посмотреть на кораблекрушение, которое в городской бухте случается не так уж и часто.

«Имо» останавливает машины, после чего вновь даёт «полный назад». Нос судна выходит из пробоины в корпусе «Монблана» и искры, возникшие от трения металла о металл, воспламеняют разлитый по палубе бензол. Лоцман Фрэнсис пытается убедить капитана развернуть пожарные рукава и потушить возникший пожар, однако капитан бросается вниз собирать команду. Тогда Фрэнсис говорит, что необходимо дать «полный ход» и вывести судно из гавани. Но капитан вместо этого отдаёт приказ «Покинуть корабль!». Капитан «Имо» удивлён, почему при таком незначительном пожаре команда парохода «Монблан» спускается в шлюпки? Тем временем, капитан Эме Ле Медэк садится в шлюпку первым, за ним следует вся команда. Лоцман остаётся на корабле один, но не прекращает попыток урезонить капитана, крича, перегнувшись через борт, что необходимо хотя бы открыть кингстоны и затопить судно. Местный рыбак в маленькой лодочке, видя эту сцену, предлагает помощь. Тут лоцман понимает, что на судне даже не поднят красный флаг, который должен был сообщать другим судам о смертоносном грузе на борту. Капитан Эме Ле Медэк заявляет, что их шлюпка в любом случае отчаливает, с лоцманом или без него. И Фрэнсис делает выбор — он спускается в шлюпку, оставляя корабль. Команда «Монблана» достигает берега и прячется в ближайшем лесу. Горящий пароход тем временем начинает течением сносить вглубь бухты и вскоре он утыкается кормой в городской пирс. Пожарные с берега пытаются залить огонь, а местные жители с восторгом смотрят красивый пожар и салют из разрывающихся бочек.

6 декабря. 9:04:35 утра. У городских пирсов города Галифакс происходит ужасающей силы взрыв, который стирает с лица земли бо́льшую часть города. Сила взрыва такова, что в соседнем городе, находящимся за тридцать миль от Галифакса, в домах вылетели стёкла. 100-килограммовый шпангоут «Монблана» отбросило на 12 миль, а в радиусе 60 миль от взрывной волны в церквях зазвонили колокола. Только по официальным данным погибло две с половиной тысячи человек, было ранено более девяти тысяч. Разрушено более 1600 домов и навсегда потеряло зрение более 400 человек. Взрыв в Галифаксе оставался самым сильным рукотворным взрывом до тех пор, пока его не превзошёл разрыв атомной бомбы в небе над Нагасаки.
Чарльз Коллинс выбирается из под обломков собственного дома, находит свою мать, потерявшую зрение, и отправляется на поиски остальной семьи — младшего брата, двух сестёр и своего отца. Не найдя никого, Чарльз, как единственный офицер, которого удалось найти, принимает командование по координации спасательных работ. Вскоре его сменяет местный сержант и Чарльз вновь уходит на поиски близких. Из под обломков свечной лавки он вытаскивает своего отца, однако тот смертельно ранен.

Тем временем, Курт и Кони Коллинс, брат и сестра капитана Чарльза Коллинса, живы и, встретившись, следуют вместе с другими спасшимися на холм близ Галифакса, где располагается старинная оборонительная крепость. Существует опасность взрыва веллингтонского склада боеприпасов и оставаться в разрушенном городе становится небезопасно.

Наступает ночь, а вместе с ней приходит и мороз. Умирает отец Чарльза. Сам же он обходит с военнослужащими младших чинов развалины домов в надежде отыскать выживших. Вскоре он приходит в крепость, сопровождая группу спасшихся, но потерявших родителей, детей. Там он встречает сестру и брата. Однако обнаруживается, что Курт ранен — в боку под рёбрами застрял крупный обломок. Чарльз относит брата в местный импровизированный госпиталь, однако врач ничем помочь не в состоянии — в госпитале отсутствуют хирурги.

Спустя какое-то время, приходит первый поезд с медикаментами, врачами и сёстрами милосердия. Чарльз ищет хирурга и встречает девушку с которой он некогда познакомился. Она производит операцию и извлекает обломок. Уже в госпитале мать Чарльза встречает его вторую сестру, она жива и невредима.
Прошло некоторое время и власти начинают расследование случившегося. Берётся под арест командор британского флота, бывший управляющий портом и гаванью Галифакса. Арестован лоцман Фрэнсис и капитан Эме Ле Медэк.

В дом семьи Коллинс приходит супруга Фрэнсиса и просит Чарльза стать адвокатом её мужа. Поначалу тот отказывается, но, поговорив с Фрэнсисом в тюрьме и услышав его искреннее раскаяние в том, что он всё же покинул корабль, берётся за защиту.

Во время судебного заседания, капитан Эме Ле Медэк уверяет, что преданная своему капитану команда силой затащила его в шлюпку, да и для него самого первоочередным делом было спасение команды корабля. Командор заявил, что правила навигации в бухте нарушены не были и поднимать красный флаг во время войны на судне, перевозящем взрывчатку — равносильно самоубийству. В разгар слушания, судья получает письма из канцелярии премьер-министра Канады, где содержится приказ о снятии всех обвинений с командора и передачи капитана французского судна «Монблан» Эме Ле Медэка французским властям.

На скамье подсудимых остаётся лишь бывший лоцман, некогда поднявшийся на борт «Монблана», чтобы провести пароход в порт. Он не может доказать, что последним покинул корабль и до конца пытался заставить капитана исполнять свой долг.

На следующий день Чарльз Коллинс встречает своего соседа — мистера Копа и случайно узнаёт, что он является единственным свидетелем, который может помочь оправдать Фрэнсиса. Коп был тем самым рыбаком в маленькой лодке, кто предложил помощь спешно покидающей «Монблан» команде. Коп даёт показания и свидетельствует в пользу лоцмана, рассказывая о том, как капитан первым спустился в шлюпку и то, что Фрэнсис кричал Эме Ле Медэку о необходимости затопить судно и поднять красный флаг. Коп подтвердил, что последним человеком, который покинул корабль, был лоцман Фрэнсис Мэкки. После яркой речи Чарльза Коллинса, суд присяжных оправдывает «лучшего лоцмана Галифакса».

Заканчивается фильм Рождеством следующего года, групповым снимком членов семьи Коллинс.
В заключении, зритель узнаёт, что командор Фредерик Уайетт получил новую должность в Бостоне в Министерстве торгового флота Британии. Капитан Эме Ле Медэк не был предан суду. Он получил орден «За заслуги перед отечеством» за несение службы во время войны. Запись о судьбе первого корабля так и не появилась в его деле. Лоцман Фрэнсис Мэкки вернулся к своим обязанностям, но дурная слава о причастности к взрыву преследовала его до конца дней.
Сериал посвящён памяти Констанс «Конни» Бон Янг (9 августа 1911 — 22 февраля 2003).

## Создатели

### В ролях
| Актёр                | Роль                                       |
| -------------------- | ------------------------------------------ |
| Винсент Уолш         | капитан Чарльз Коллинс                     |
| Шона МакДональд      | доктор Барбара Пакстон                     |
| Тед Дикстра          | лоцман Фрэнсис Мэкки                       |
| Тамара Хоуп          | сестра Чарльза Беатрикс Коллинс            |
| Захари Беннетт       | Эрнест «Эрнст» Мастерсон                   |
| Клер Стоун           | сестра Чарльза Констанс «Конни» Коллинс    |
| Макс Морроу          | младший брат Чарльза Кортни «Курт» Коллинс |
| Поль Дусе            | капитан Айма Ле Медэк                      |
| Линн Гриффин         | мать Чарльза Милисент Коллинс              |
| Ричард Донат         | отец Чарльза Патрик Коллинс                |
| Гордон Майкл Вулветт | сержант Сэм Барлоу                         |
| Брайан Дауни         | капитан Горацио Брэннен                    |
| Джон Дансуорт        | Военно-морской чиновник Макнэбб            |
| Пит Постлетуэйт      | Шарль Буршель                              |

### Съёмочная группа
- Режиссёр — Брюс Питтман
- Продюсеры — Хезер Голдин, Джстин Бодл
- Автор сценария — Кейт Росс Леки
- Композитор — Кристофер Дедрик
- Оператор — Рене Охаши
- Художник — Тим Бидер
- Монтаж — Ральф Бранджис
- Художник по костюмам — Триша Беккер
- Супервайзер по спецэффектам — Том Тернбулл, Клод Тэрио, Колин Каннингем, Дон Аркухарт

## Награды и номинации
Сведения о наградах и номинациях приводятся согласно данным Канадской академии кино и телевидения (ACCT) и сайта IMDb.

### Награды
«Джемини», 2004
- Лучшая фотография в драматической программе или сериале — Рене Охэши CSC, ASC
- Лучшие костюмы — Триша Беккер
- Лучшие визуальные эффекты — Том Тернбулл, Клод Тэрио, Колин Каннингем, Дон Аркухарт
- Лучший звук в драматической программе — Дуг Джонстон, Стивен Хаммонд, Иэн Ранкин, Мартин Ли, Аллан Фанг, Джон Д. Смит, Том Бджелик
- Лучшая актёрская работа роли второго плана в драматической программе или сериале — Тед Дикстра

Гильдия режиссёров Канады, 2004
- Выдающееся достижения в производственном дизайне — телефильм или мини-сериал — Тим Бидер
- Выдающееся Достижение в звуковом монтаже — телефильм или мини-сериал — Том Бджелик, Аллан Фанг, Джон Дуглас Смит

Премия ACTRA, 2004
- Лучшая мужская роль — Деннис Энволдсен

### Номинации
«Джемини», 2004
- Лучшая актёрская работа роли первого плана в драматической программе или сериале — Винсент Уолш
- Лучший режиссёр драматической программы или сериала — Брюс Питтман
- Лучший саундтрек к программе или мини-сериалу — Кристофер Дедрик
- Лучший грим — Элизабет Кучурин

Гильдия режиссёров Канады, 2004
- Выдающиеся командные достижения при создании телефильма или мини-сериала — Брюс Питтмен, Ральф Брунджес, Стюарт Доудс, Тим Бидер, Кэти Грант, Стивен Рейнолдс, Мэри Рейнолдс, Дэвид Хислоп, Филип Пино, Люк Фишер, Лайза Феннелл, Джон Шурко, Нэнси Макиннис, Ким Конрад, Эмануэль Яннаш, Энн Бромли, Джейсон Кларк, Райан Блэйдс, Диана Брунджес Робб, Джун Боерк, Джон Дуглас Смит, Том Бджелик, Аллан Фанг, Стюарт Уильямс, Эндрю Макиннес, Крис Кзопник

Канадское общество кинематографистов
- Лучшая кинематография в телевизионной драме — Рене Охэши

## Реакция критиков
Сериал обошёлся в достаточно большую по канадским меркам сумму — 10,4 млн. долларов. Телесериал привлёк значительное внимание публики и в первый показ число зрителей превысило 1,5 миллиона. Создатели удостоились похвалы за искусное использование спецэффектов для воссоздания момента взрыва и распространяющийся ударной волны. Однако критики удовлетворены не были. Один из них в Globe and Mail высказался следующим образом: «ужасный сценарий и действие». Другой критик всё же отметил, что «в „Разрушенном городе“ порой встречаются искусные и качественные медленные моменты».
Потомки жертв взрыва и профессиональные историки возразили против искажений и многочисленных фальсификаций исторических событий. Существенные отклонения:
- Добавление в сюжет заговора, показывающего немецких шпионов в Галифаксе (немцы не занимались шпионажем в Галифаксе).
- В сериале отсутствует придонная волна, образовавшаяся сразу после взрыва.
- На самом деле Фредерик Уайетт был единственным человеком, который был привлечён к суду за взрыв и впоследствии был оправдан жюри присяжных, состоявших из граждан Галифакса.
- Командующий Уайетт показан британским чиновником (он был канадцем), и говорится, что он выступал за смягчение норм по транспортировке боеприпасов (на самом деле, он фактически их ужесточил). Показано, что он отказался приблизиться к горящему «Монблану», хотя в реальности он был на портовом буксире и готовился приступить к пожаротушению в момент, когда произошёл взрыв. Капитан Ле Медек изображён трусом, первым покинувший терпящий бедствие корабль. В действительности он покинул его последним.
- В сериале показано, что самое необходимое жителям разрушенного города поступило лишь с прибытием американских поездов. Тогда как в действительности, местные власти справлялись, насколько это возможно, сами на протяжении двух суток.

## Даты премьер
Даты приведены в соответствии с данными IMDb.
- Канада 26 октября 2003 (часть 1)
- Канада 27 октября 2003 (часть 2)
- Венгрия 19 февраля 2005

16 октября 2007 года состоялся релиз на DVD. Позже DVD-издание вышло и в России. В роли дистрибьютора выступила компания «Екатеринбург Арт»